# Direito do trabalho
Direito do trabalho é o ramo jurídico que estuda as relações de trabalho. Esse direito é composto de conjuntos de normas, princípios e outras fontes jurídicas que regem as relações de trabalho, regulamentando a condição jurídica dos trabalhadores.
Surge como autêntica expressão do humanismo jurídico e instrumento de renovação social. Constitui atitude de intervenção jurídica em busca de um melhor relacionamento entre a pessoa que trabalha e aquelas para as quais o trabalho se destina. Visa também a estabelecer uma plataforma de direitos básicos. Portanto, a definição de direito do trabalho é o conjunto de normas e princípios que regulamentam o relacionamento entre empregado e empregadores.
Pode ser conceituado também segundo Hernainz Marques, professor de direito do trabalho, como "Conjunto de normas jurídicas que regulam as relações de trabalho, sua preparação, desenvolvimento, consequências e instituições complementares dos elementos pessoais que nelas intervêm." Não é apenas o conjunto de leis, mas de normas jurídicas, entre as quais os contratos coletivos, e não regula apenas as relações entre empregados e empregadores num contrato de trabalho, mas vai desde a sua preparação com a aprendizagem até as consequências complementares, como por exemplo a organização profissional.

## História

### Condições de trabalho nas fábricas

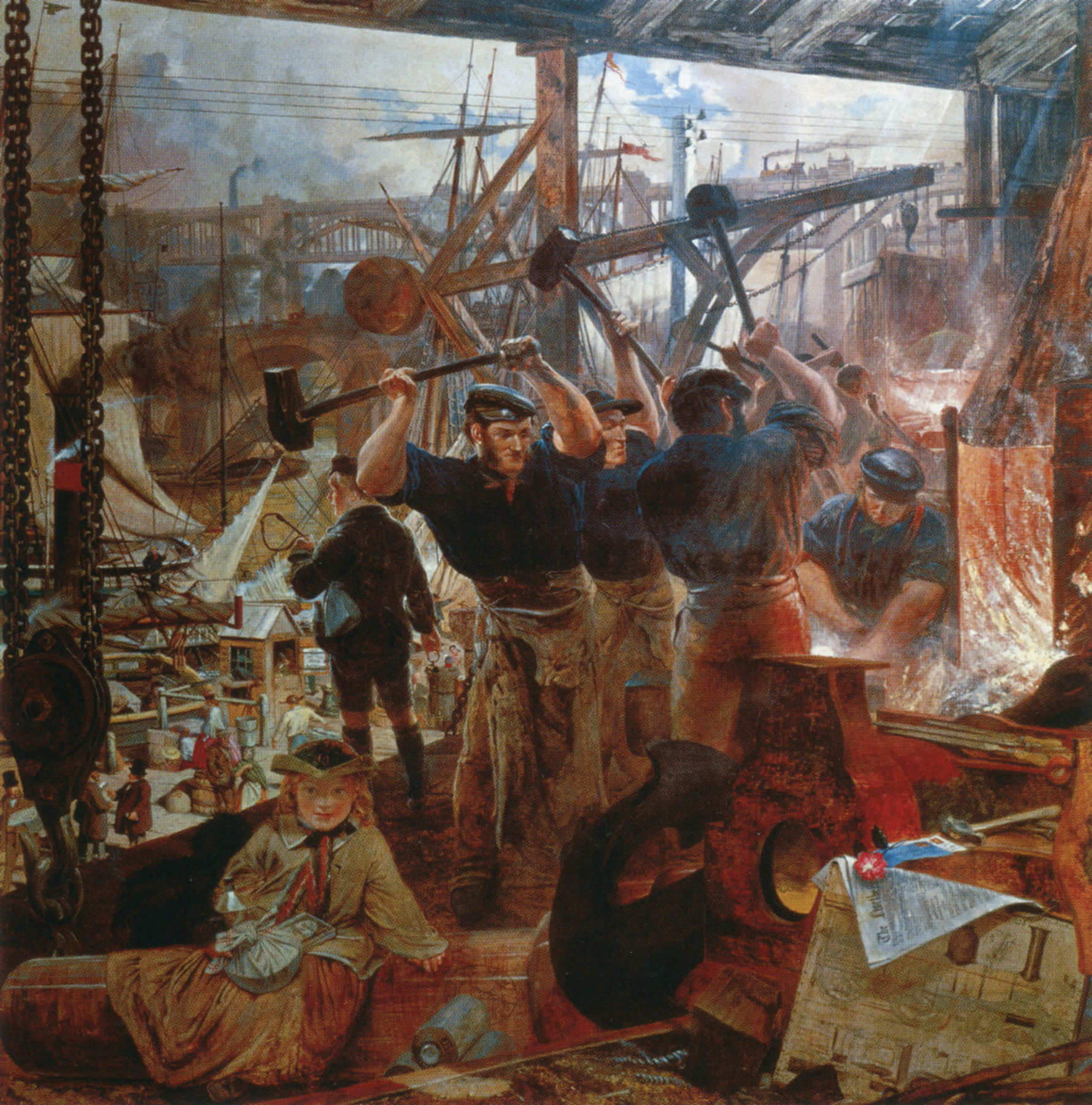
Ferro e Carvão, de William Bell Scott (1855-60).

Com o surgimento da Revolução Industrial, houve a utilização de forças motrizes distintas da força muscular do homem e dos animais, da máquina a vapor. Isso permitiu com que na Inglaterra, bastante favorecida, houvesse a instalação de indústrias onde tivesse carvão. Com a industrialização, as relações trabalhistas mudaram: a máquina de fiar, por exemplo, permitiu com que uma operação que antes era feita por um homem com um torno, pudesse ser executada mais rapidamente. Isso fez com que o tear doméstico fosse gradativamente substituído pelo tear mecânico. Uma nova divisão do trabalho começa a surgir.
Surgia como classe o proletariado, com exigências de jornadas excessivas de trabalho, exploração de mulheres e menores, que eram a mão de obra mais barata, os acidentes com os trabalhadores no desempenho de suas atividades, além de outros. O empregador era quem estabelecia as condições de trabalho, por mais que o contrato de trabalho resultasse, em teoria, da livre vontade entre as partes. Às vezes, eram impostos contratos verbais a longo prazo, até mesmo vitalícios.
Mulheres e menores de idade trabalhavam em locais com péssimas condições sanitárias, onde não havia qualquer higiene. Além disso, os empregadores definiam o número de horas de trabalho que os empregados teriam que cumprir. Havia diversos acidentes de trabalho e enfermidades típicas ou agravadas pelo local de trabalho. Durante o período de inatividade, o operário não recebia salário e portanto, passou a sentir a insegurança em que se encontrava, visto que não havia leis que o tutelasse.

### Primeiras legislações
Com o objetivo de proteger os trabalhadores da indústria, foram criadas as primeiras legislações do trabalho, as quais foram conhecidas a princípio como legislação industrial. Predominava o propósito de proteger o trabalho do menor e da mulher e limitar a duração da jornada de trabalho. Uma das primeiras legislações neste sentido é a Lei de Peel, na Inglaterra, no qual dava proteção a crianças, limitando a jornada de trabalho em 12 horas. No entanto, devido a ineficácia da lei, houve uma segunda lei no mesmo sentido, ao proibir o trabalho de menores de nove anos, e restringindo o horário de trabalho dos adolescentes de menos de 16 anos a 12 horas diárias, nas prensas de algodão. No mesmo sentido, em 1833, houve leis proibindo o trabalho de menores de nove anos, limitou a jornada diária de menores de treze anos a nove horas, dos adolescentes de menos de dezoito anos a doze horas, além de proibir o trabalho noturno.
A França tornou-se conhecida por ser o primeiro país a tutelar o trabalho dos adultos. Em 1813, proibiu o trabalho dos menores em minas, em 1814, o trabalho nos domingos e feriados, em 1841, foi proibido o emprego dos menores de oito anos e fixado em oito horas diárias a jornada máxima de trabalho para os menores de doze anos e em doze horas para o menores de dezesseis anos e em 1848, foi estabelecida a jornada de trabalho máxima geral de doze horas. A partir de então, muitas legislações foram sendo criadas, quase todas sobre jornada diária, intervalos, mulheres e menores.
Ainda assim, as legislações eram incipientes e esparsas, não formando um ramo jurídico especializado e dessa forma, não havendo um conjunto sistemático de normas que tutelasse o trabalho. No entanto, reconhecia-se as condições de trabalho e tinham por objetivo impedir a violência da exploração excessiva sobre mulheres e menores de idade.

### Institucionalização
Com a modificação da estrutura social pelo desenvolvimento da indústria, das comunicações e com o surgimento de novas profissões, a legislação trabalhista passava a se estender para as outras áreas, passando a se tornar gradativamente "direito operário". A partir de então, o direito do trabalho institucionalizou-se: diversos países criaram codificações, tais como a França com o Code du Travail, cuja redação foi iniciada em 1906. Além disso, houve a constitucionalização do direito do trabalho, iniciado pela Constituição mexicana de 1917 e a Constituição alemã de Weimar, de 1919.
Estas normas constaram também do Tratado de Versalhes, de 1919, do qual se originou a Organização Internacional do Trabalho (OIT), como órgão da antiga Liga das Nações. O Tratado de Versalhes, em seu artigo 427, não admite que o trabalho seja tratado como mercadoria, determina jornada de 8 horas, igualdade de salário, repouso semanal, salário mínimo, dispensa tratamento especial ao trabalho feminino e do menor de idade, além de dispor sobre direito sindical.

## Princípios
O maior princípio do direito do trabalho é o princípio protetor, no qual afirma que o objetivo do direito do trabalho é proteger o trabalhador, devido à inferioridade que se encontra no contrato de trabalho, pela sua posição econômica de dependência ao empregador e de subordinação às suas ordens de serviço. Dessa forma, o direito do trabalho dá equilíbrio entre os sujeitos do contrato de trabalho. Ele pode ser subdividido em três: o in dubio pro operario, a prevalência da norma mais favorável ao trabalhador e a preservação da condição mais benéfica.
O princípio in dubio pro operario diz que diante de um texto jurídico que pode oferecer dúvidas a respeito de seu sentido e alcance, o intérprete deve pender para a interpretação mais favorável ao trabalhador. A prevalência da norma mais favorável ao trabalhador significa que, em uma hierarquia de normas, quando duas ou mais normas dispuserem sobre o mesmo tipo de direito, prevalecerá a que favorecer o trabalhador. Já o princípio da condição mais benéfica tem a função de solucionar o problema da aplicação da norma no tempo, resguardando o trabalhador a transformações prejudiciais que possam afetá-lo, resguardando o direito adquirido.
Outros princípios do direito do trabalho são o princípio da realidade, da razoabilidade e da irrenunciabilidade dos direitos trabalhistas.

## Elaboração das normas
Há diversas formas de elaboração das normas trabalhistas, sejam elas por órgãos internacionais tais como a Organização Internacional do Trabalho, a União Europeia, pelos Estados, através do poder legislativo, executivo e judiciário, organizações sindicais, as empresas e os trabalhadores envolvidos na relação de emprego.
O Estado cria normas jurídicas, através do poder legislativo e executivo, sendo que este último expede atos que influenciam o direito trabalhista, podendo também influenciar na redação das leis, ter a iniciativa de projetos, o poder de veto, a possibilidade de fixar prazos para a manifestação do Legislativo e, até mesmo, o poder de editar atos com força de lei. O poder judiciário aplica a lei no caso concreto, além ser fonte do direito, sendo dotado de um poder criativo fundamentado na lei.
Em relação aos mecanismos de criação do direito criadas pelos particulares, encontram-se as negociações coletivas, técnica em que os empregados e os empregadores usam para a autocomposição dos conflitos coletivos do trabalho. Desenvolvem-se informalmente na maioria das vezes, iniciada pelos trabalhadores através de suas representações, os quais tentam que os empregadores aceitem total ou parcialmente suas reivindicações. É a principal forma de composição nos regimes democráticos, com o qual resulta em convenções coletivas e é uma das características do direito do trabalho moderno.
Há também normas consuetudinárias, que geralmente são ajustadas na empresa, na categoria econômica e profissional e na ordem trabalhista. Na empresa, surgem usos que passam a ser observados e se tornam obrigatórios como decorrência de sua reiteração. Na categoria econômica e profissional, direitos trabalhistas nascem como consequência de práticas observadas em certas categoria. A ordem trabalhista trata-se de comportamentos espontâneos que ocorrem nas relações de trabalho, tais como a gratificação e as convenções coletivas de trabalho.

## Divisões do direito do trabalho
Há, primeiramente, a distinção entre o ramo individual e o ramo coletivo do direito do trabalho. Temos o direito individual do trabalho, que rege as relações individuais, tendo como sujeitos o empregado e o empregador e a prestação de trabalho subordinado, por pessoa física, de forma não eventual, remunerada e pessoal.
Já o direito coletivo do trabalho é conceituado como "o conjunto de normas que consideram os empregados e empregadores coletivamente reunidos, principalmente na forma de entidades sindicais". Versa, portanto, sobre organizações sindicais, sua estrutura, suas relações representando as categorias profissionais e econômicas, os conflitos coletivos entre outros.
Como adverte manter a doutrina italiana, o direito individual pressupõe uma relação entre sujeitos de direito, considerando os interesses concretos de indivíduos determinados, contrariamente ao direito coletivo, que pressupõe uma relação entre sujeitos de direito, em que a participação do indivíduo também é considerada, mas como membro de determinada coletividade. Neste último, consideram-se os interesses abstratos do grupo.
Temos também o direito público do trabalho, que disciplina as relações entre o trabalhador e o serviço público. Por sua vez, o direito internacional do trabalho, versa sobre os tratados e convenções internacionais em matéria trabalhista e notadamente a atuação da Organização Internacional do Trabalho (OIT).

## Autonomia
É autônomo em relação aos outros ramos do direito, pois é bastante amplo, merecendo estudo adequado e especial; contém doutrinas homogêneas, com conceitos gerais comuns e distintos dos conceitos formadores dos outros ramos do direito; e possui instituições peculiares, finalidade específica e em muitos países jurisdições especiais para dirimir os dissídios que lhe concernem.
O conceito de autonomia resulta dos elementos característicos que permitem distinguir  cada um dos ramos do tronco comum, que é o Direito. Ao reconhecer a autonomia do direito do trabalho, importa afirmar que ele não integra o direito civil, o econômico ou o comercial, porque ele mesmo constitui um dos ramos da ciência jurídica.
Dentre os elementos configuradores dessa autonomia, pertencentes à categoria das fontes especiais do direito do trabalho, cumpre destacar a convenção coletiva de trabalho e a sentença normativa, as quais não poderiam ser incluídas em qualquer outro ramo do direito, nem explicadas pela respectiva doutrina.

## Relações com outras ciências
O direito do trabalho se relaciona com outras ciências, tais como a economia, sociologia, medicina, filosofia e psicologia.
Em relação à economia, políticas econômicas postas em prática por um governo influem na vida do trabalhador, tanto no sentido de contribuir para a sua condição social como, ao contrário, para submetê-lo a restrições. Uma política econômica recessiva limita o poder de compra dos salários e aumenta o desemprego pela diminuição da atividade econômica da empresa, uma política monetarista pode evitar a corrosão dos salários pela inflação.
A influência da sociologia é que ela, em relação ao direito do trabalho, estudam--se os fatos que influenciam na formação do direito, portanto parte-se desses fatos para a norma. Com isso, desenvolve-se um ramo conhecido como sociologia do trabalho, também desenvolvida por Émile Durkheim quando publicou sua obra De la division du travail social. Também aplica-se a sociologia dos conflitos no âmbito trabalhista.
A medicina do trabalho estuda os meios preventivos e reparatórios para a saúde do trabalhador, ocupando-se das medidas de proteção à vida, saúde e a integridade física do ser humano, resultando em normas de segurança e medicina do trabalho, limitação aos excessos de trabalho, reabilitação profissional e bem-estar físico e mental do trabalhador. Contribui para a proteção do local de trabalho e a proteção de quem trabalha.
Para a filosofia, a ocupação é entender sobre o significado do trabalho. A partir do Renascimento, entende-se que trabalho é um valor, advindo daí a teoria do valor-trabalho. Adam Smith concebe a riqueza como resultante do trabalho. Além dele, teólogos também fundaram um conceito de trabalho, mas tomando como ponto de partida o criacionismo. Para o cristianismo, o trabalho é o que fez modelar o mundo à imagem e semelhança de Deus. Já para a concepção materialista de trabalho, o ser humano transforma os objetos da natureza para satisfazer suas necessidades. Os  meios  de  trabalho  mais importantes são os instrumentos de produção com os quais os homens atuam e transformam os objetos. Dessa forma, o homem, pelo trabalho, insere-se na própria coisa produzida e que segundo eles, seria espoliada pelo capitalismo, que a socialização da propriedade privada seria uma das soluções.
Por último, a psicologia do trabalho estuda as técnicas para a adaptação do trabalhador à atividade que o exerce. Se objeto consiste no estudo dos problemas psíquicos da pessoa humana como trabalhador, desde a atitude perante o trabalho, sua satisfação e disposição são fatores que influenciam na saúde psíquica do trabalhador, predispondo-o a problemas psíquicos, que são avaliados, para que não se agravem.